# Antirrhinum majus
La bocca di leone comune (Antirrhinum majus L., 1753 ) è una pianta dai vistosi fiori colorati appartenente alla famiglia delle Plantaginaceae.

## Etimologia
Il nome generico (Antirrhinum) deriva da alcune parole greche il cui significato è “simile a un muso (o un naso)”, infatti “anti” = simile e “rhin” = naso e fa riferimento alla particolare forma della corolla definita anche "personata". La prima documentazione di questo nome si ha da Joseph Pitton de Tournefort (Aix-en-Provence, 5 giugno 1656 – Parigi, 28 dicembre 1708) un botanico francese; e prima ancora da Teofrasto (371 a.C. – Atene, 287 a.C.) un filosofo e botanico greco antico, discepolo di Aristotele, autore di due ampi trattati botanici. Anche Dioscoride (Anazarbe, 40 circa – 90 circa), medico, botanico e farmacista greco antico che esercitò a Roma ai tempi dell'imperatore Nerone, cita questa pianta affermando che il seme dell'Antirrino mescolato con olio di giglio rende più bella la faccia e la pelle. L'epiteto specifico (majus) deriva dal latino e significa "più grande".
Il nome comune "Bocca di leone" deriva dalla particolare struttura delle labbra del fiore: quello mediano inferiore aderisce al superiore a chiusura della “gola”. Se “strozzato” con le dita (comprimere lateralmente la corolla) le labbra sembrano aprirsi scoprendo la bocca (le fauci) della corolla.
Altre denominazioni quali "Erba strega" o "Teschi delle fate" sono dovute alla tradizione popolare che attribuisce alla pianta poteri magici o mistici, queste credenze sono probabilmente suggestionate dalle peculiari forme assunte dai frutti (più precisamente capsule) di questa pianta, i quali risultano molto simili a dei crani con lunghi nasi arricciati e cinti da copricapi di foglie (brattee). Il fenomeno di pareidolia in realtà è più evidente quando queste strutture sono recise, poiché sulla pianta sono capovolte.
Il nome scientifico della specie è stato definito da Linneo (1707 – 1778), conosciuto anche come Carl von Linné, biologo e scrittore svedese considerato il padre della moderna classificazione scientifica degli organismi viventi, nella pubblicazione "Species Plantarum - 2: 617" del 1753.

## Descrizione

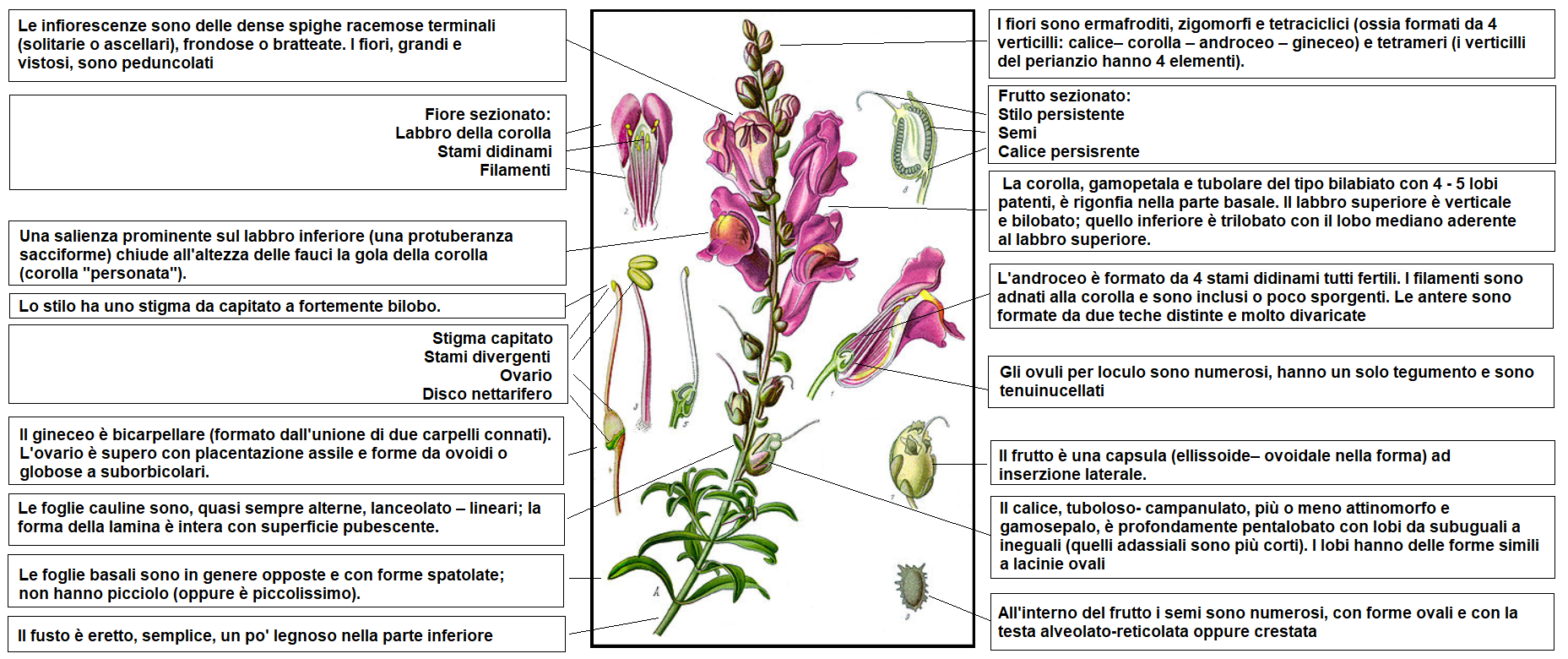
Descrizione delle parti della pianta

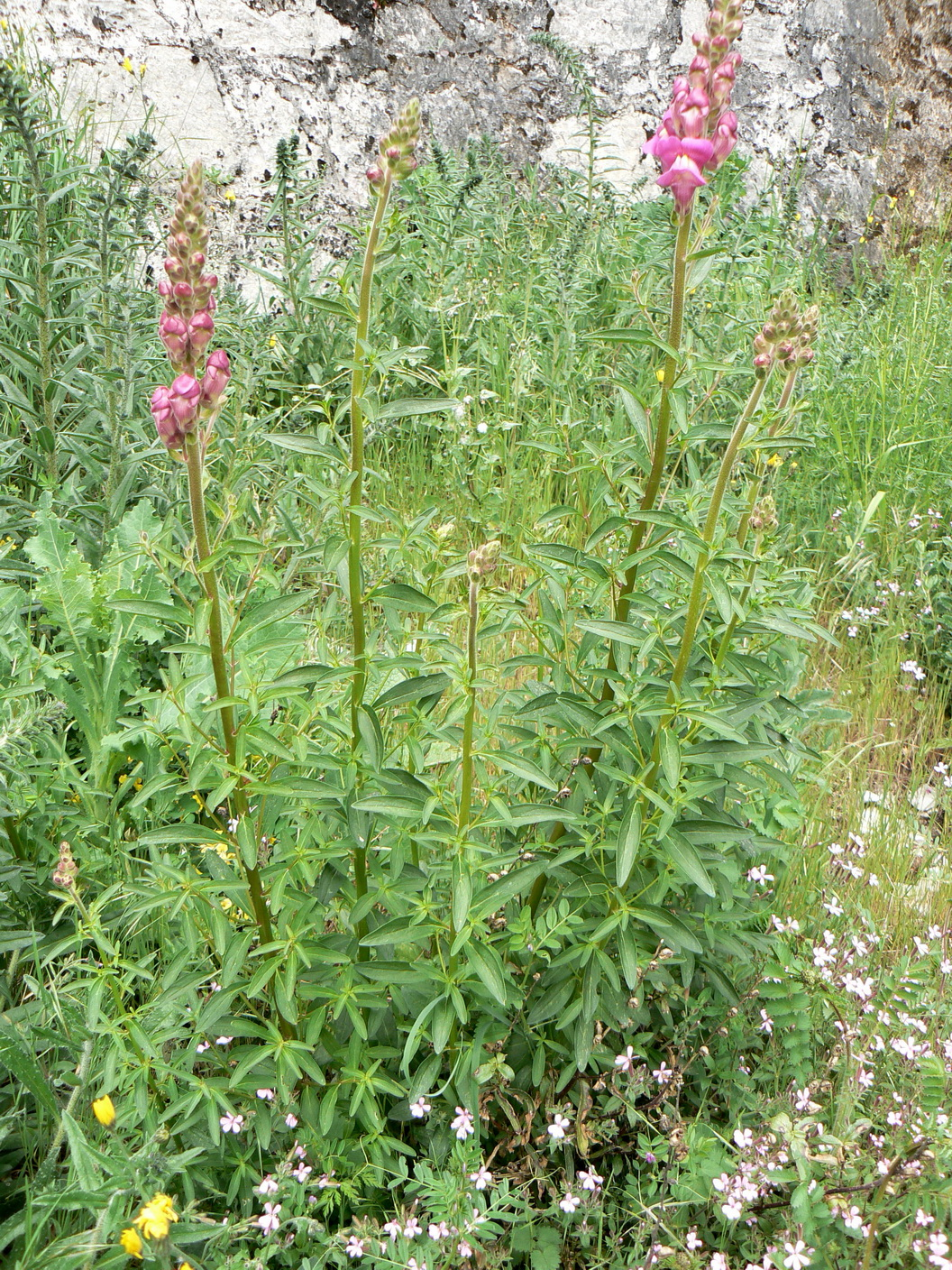
Il portamento

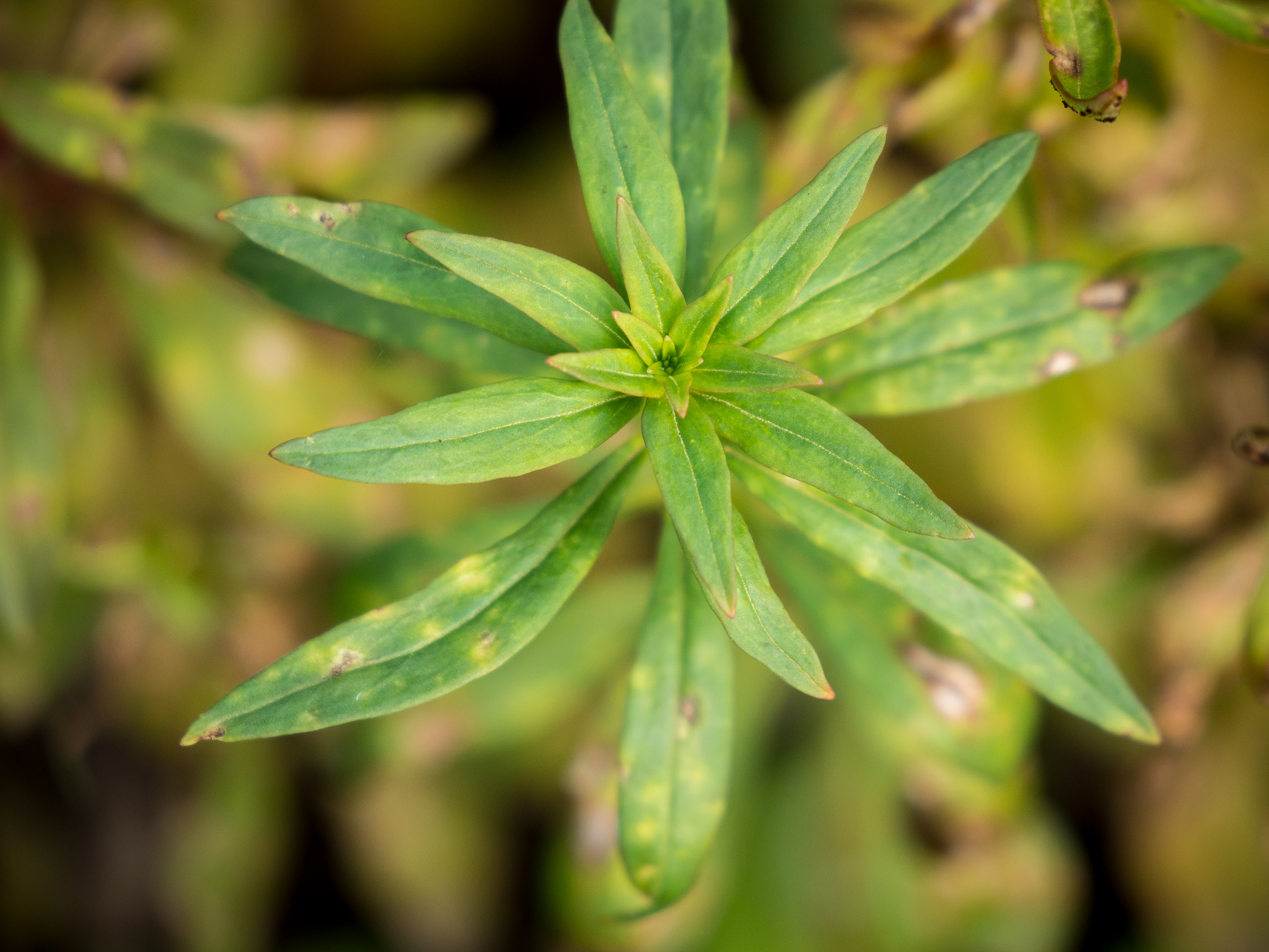
Le foglie

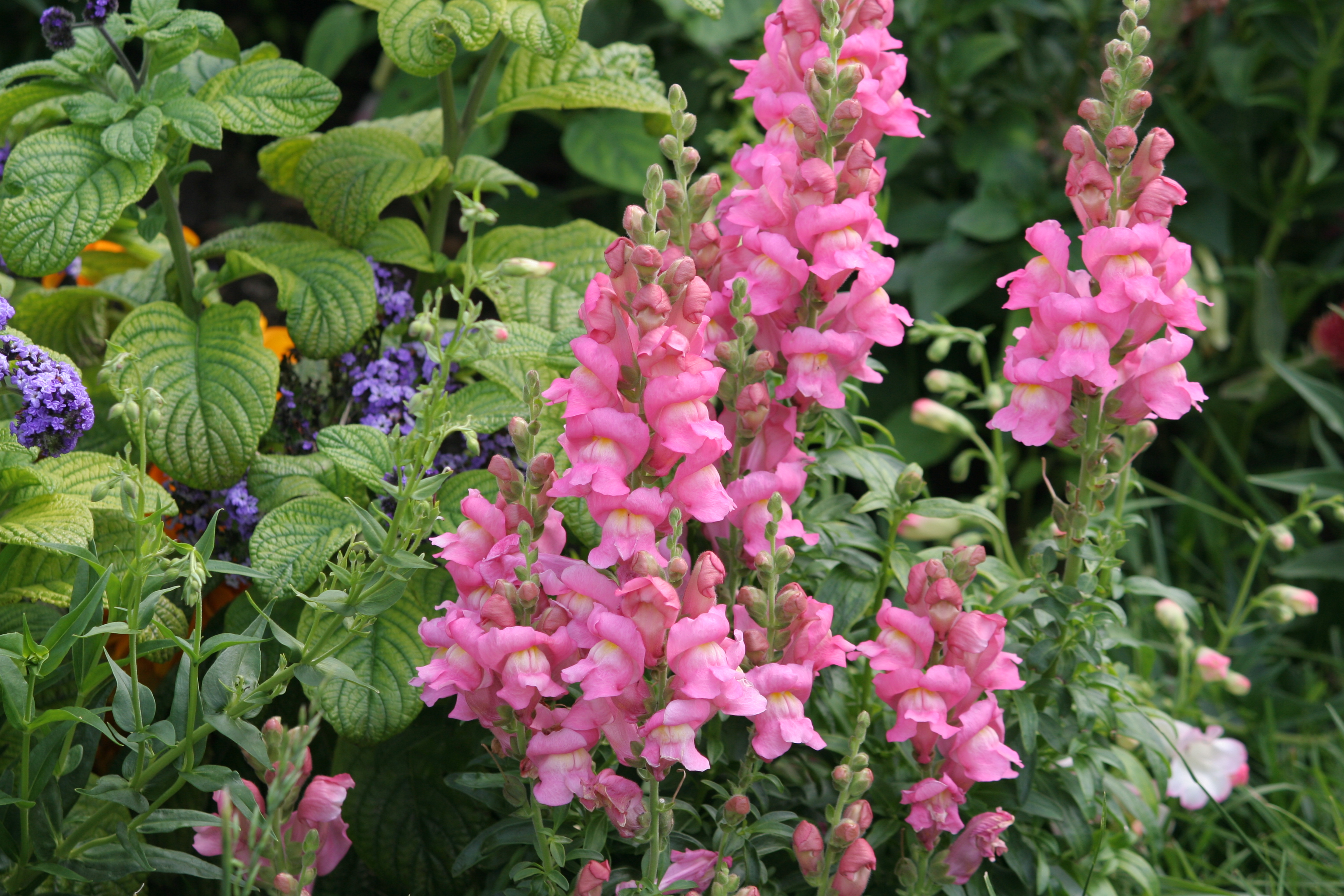
Infiorescenza

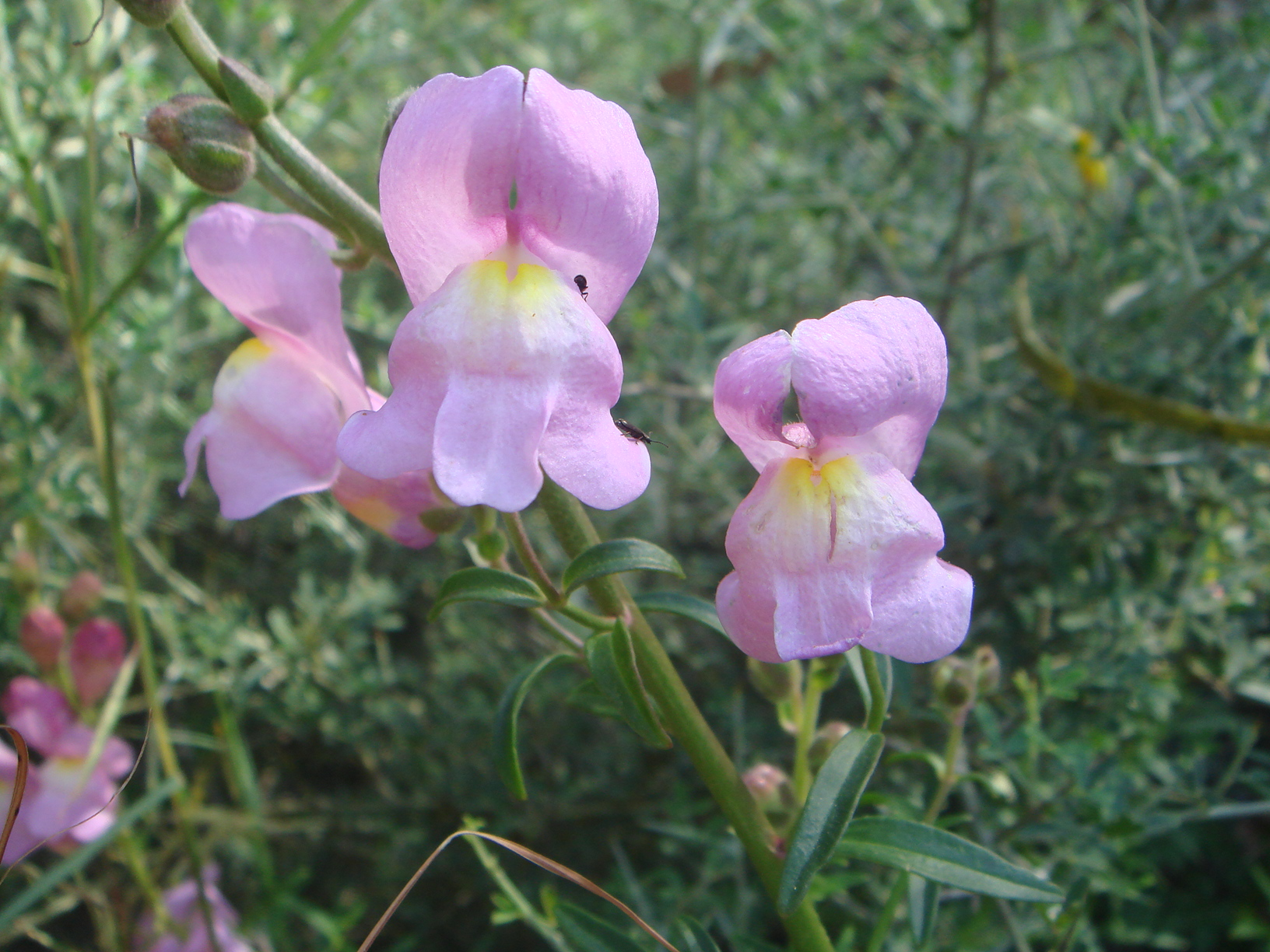
I fiori

L'aspetto della pianta è suffruticoso ed è per la maggior parte pelosa. Nella parte aerea è anche glandulosa. La forma biologica è camefita suffruticosa (Ch frut):  sono piante dai fusti legnosi e di dimensioni non troppo grandi che d'inverno si seccano completamente, ma alcune gemme rimangono nella parte aerea della pianta. Arrivano ad una altezza massima di 5 - 10 dm.

### Radici
Le radici sono del tipo a fittone.

### Fusto
Il fusto è eretto, semplice, un po' legnoso nella parte inferiore; mentre in quella superiore è fibroso – carnoso.

### Foglie
Le foglie sono quasi persistenti. La loro inserzione sul fusto è varia: può essere opposta, o alterna o (raramente) verticillata, a volte possono avere anche una disposizione a spirale. Dimensioni delle foglie: da 1 a 8 cm in lunghezza; da 1 a 3 cm in larghezza. Il colore è verde cupo.
- Foglie basali: sono in genere opposte e con forme spatolate; non hanno picciolo (oppure è piccolissimo).
- Foglie cauline: sono sessili, quasi sempre alterne, lanceolato–lineari (4 - 6 volte più lunghe che larghe); la forma della lamina è intera con superficie pubescente.

### Infiorescenza
Le infiorescenze sono delle dense spighe racemose terminali (solitarie o ascellari), frondose o bratteate. I fiori, grandi e vistosi, sono peduncolati (fino a 10 mm).

### Fiori
I fiori sono ermafroditi, zigomorfi e tetraciclici (ossia formati da 4 verticilli: calice– corolla – androceo – gineceo) e tetrameri (i verticilli del perianzio hanno 4 elementi). Dimensione del fiore: da 4 a 6 cm.
- Formula fiorale:

X o * K (4-5), [C (4) o (2+3), A 2+2 o 2], G (2), capsula.
- Il calice, tuboloso-campanulato, più o meno attinomorfo e gamosepalo, è profondamente pentalobato con lobi da subuguali a ineguali (quelli adassiali sono più corti). I lobi hanno delle forme simili a lacinie ovali più piccole della corolla (lunghezza 8 mm).
- La corolla, gamopetala e tubolare del tipo bilabiato con 4 - 5 lobi patenti, è rigonfia nella parte basale. Il labbro superiore è verticale e bilobato; quello inferiore è trilobato con il lobo mediano aderente al labbro superiore. Una salienza prominente sul labbro inferiore (una protuberanza sacciforme) chiude all'altezza delle fauci la gola della corolla (corolla "personata"). La corolla può avere vari colori: nelle specie spontanee sono porporini o bianchi; ma se coltivati si possono avere vari colori: giallo, violetto, rosa, ecc. Il colore si schiarisce al centro del tubo. Lunghezza della corolla: 35-45 mm.
- L'androceo è formato da 4 stami didinami tutti fertili. I filamenti sono adnati alla base della corolla e sono inclusi o poco sporgenti. Le antere sono formate da due teche distinte e molto divaricate; la deiscenza è longitudinale attraverso due fessure. I granuli pollinici sono tricolpoporati.
- Il gineceo è bicarpellare (sincarpico - formato dall'unione di due carpelli connati). L'ovario è supero con placentazione assile e forme da ovoidi o globose a suborbicolari. Gli ovuli per loculo sono numerosi, hanno un solo tegumento e sono tenuinucellati (con la nocella, stadio primordiale dell'ovulo, ridotta a poche cellule).[13] Lo stilo ha uno stigma da capitato a fortemente bilobo. Il disco nettarifero è distinto e presente.
- Fioritura: da maggio a settembre (da febbraio a novembre a latitudini più calde).

### Frutti
Il frutto è una capsula (ellissoide – ovoidale nella forma) ad inserzione laterale di 10-14 mm di diametro massimo. All'interno i semi sono numerosi, con forme ovali e con la testa alveolato-reticolata oppure crestata. Al momento della maturazione i semi fuoriescono da tre fori che si aprono nella parte superiore del frutto (capsula porocida).

## Biologia
Le specie di questo raggruppamento si riproducono per impollinazione tramite insetti quali imenotteri, lepidotteri o ditteri (impollinazione entomogama) o tramite il vento (impollinazione ornitogama).
La dispersione dei semi avviene inizialmente a causa del vento (dispersione anemocora); una volta caduti a terra sono dispersi soprattutto da insetti tipo formiche (mirmecoria). o il vento (impollinazione anemogama) oppure, nei tropici, tramite colibrì.

## Distribuzione e habitat
L'areale di questa specie è ristretto alla Spagna (comprese le isole Baleari) e alla Francia.

## Tassonomia
La famiglia Plantaginaceae comprende 12 tribù, 105 generi e oltre 1 800 specie. Il genere Antirrhinum  appartiene alla tribù Antirrhineae e si compone di una ventina di specie distribuite nel Mediterraneo.
La specie Antirrhinum majus fino a poco tempo fa era inclusa nella famiglia Veronicaceae o Scrophulariaceae a seconda dei vari Autori. La moderna classificazione APG la assegna alla famiglia Plantaginaceae.
Il numero cromosomico della specie è: 2n = 16 (32).

### Ibridi
Nell'elenco seguente sono indicati alcuni ibridi interspecifici:
- Antirrhinum × montserratii Molero & Romo, 1988 - Ibrido con Antirrhinum molle L., 1753

## Usi

### Farmacia
Secondo la medicina popolare questa pianta ha le seguenti proprietà medicamentose:
- Componenti: mucillagini e glucosidi.
- Proprietà: 
  - antiflogistica (guarisce dagli stati infiammatori);
  - antinfiammatoria (attenua uno stato infiammatorio).

Viene usata in tutte le infiammazioni (ulcere del cavo orale). Esternamente è efficace sugli eritemi. Può lenire le scottature. In medicina si usano le foglie (da raccogliere in Primavera prima della fioritura) e i fiori appena schiusi (ma non si deve raccogliere il calice). Questi prodotti vanno essiccati e quindi si usano come infusi. 

### Giardinaggio
Per il suo bell'aspetto derivante dall'elegante forma e polimorfismo dei suoi fiori, la Bocca di leone è frequentemente coltivata nei giardini. Esistono delle varietà bicolore o a colori screziati. Spesso però riesce a propagarsi “in proprio” al di fuori delle coltivazioni umane, e quindi si naturalizza nelle zone temperate delle varie parti del mondo. In Italia la variante rustica sopravvive bene in quanto resiste a temperature anche di alcuni gradi sotto lo zero. A causa dell'intenso utilizzo come pianta decorativa si sono create moltissime varietà. Queste ultime possono dividersi in due categorie: la varietà (cultivar) “nanum” con una quarantina di sfumature diverse di colori e la varietà (cultivar) “pumila” con una ventina di sottotipi diversi.

### Altro
Anticamente questa pianta aveva anche delle proprietà cosmetiche; mentre per l'industria è utile per ricavare coloranti (verde scuro e oro). Gregor Mendel la usò per le ricerche sulle sue teorie biologiche.

## Altre notizie
La bocca di leone comune in altre lingue è chiamata nei seguenti modi:
- (DE)  Großes Löwenmaul, Garten-Löwenmaul
- (FR)  Muflier des jardins, Gueule de loup
- (EN)  Snapdragon